# Смит, Питер (историк)
Питер С. Смит (Питер Чарльз Хорстед Смит, англ. Peter Charles Horstead Smith) —  британский историк, автор 82 книг по авиационной, военно-морской и военной истории, включая Pedestal - the Convoy that saved Malta, Task Force 57 - The British Pacific Fleet, Юнкерс Ju 87 Штука, Sailors in the Dock - A History of Naval Court Martials down the Centuries; "The Vultee Vengeance in Battle" , "The Petlyakov Pe-2 Peshka" , "Sailors on the Rocks: Famous Royal Navy Shipwrecks" and  Midway: Dauntless Victory .
Родился в Норт-Элмхеме, Норфолк, Великобритания, в октябре 1940 года. После жизни в Лондоне, Кенте и Кембридже,  проживал в деревне Рисли в Бедфордшире со своей женой Пэт.  Является членом Лондонского пресс-клуба и Общества авторов Лондона. 